# Kevin Fey
Kevin Fey (* 8. Dezember 1990 in Bern) ist ein Schweizer Eishockeyspieler, der seit Juli 2022 erneut beim HC Ajoie aus der Schweizer National League unter Vertrag steht und dort auf der Position des Verteidigers spielt.

## Karriere
Kevin Fey erlernte das Eishockeyspiel bei den Junioren des SC Bern. In der Saison 2009/10 gab er sein Debüt in der National League A (NLA). Zur Saison 2010/11 wechselte der Verteidiger zum HC Ajoie in die National League B (NLB). Ab der Saison 2013/14 spielte er für den EHC Biel. In der Saison 2015/16 wurde er zu seinem früheren Club, dem HC Ajoie, ausgeliehen, mit dem er die Meisterschaft der NLB gewann. Dadurch musste sein Stammverein, der EHC Biel, nicht in die Liga-Qualifikation.
Zur Spielzeit 2022/23 wechselte er fix zum HC Ajoie, indem er einen Dreijahresvertrag bei den Jurassiern unterzeichnete.

## Erfolge und Auszeichnungen
- 2009 Schweizer U20-Juniorenmeister mit dem SC Bern
- 2016 Meister der National League B mit dem HC Ajoie

## Karrierestatistik
Stand: Ende der Saison 2024/25
(Legende zur Spielerstatistik: Sp oder GP = absolvierte Spiele; T oder G = erzielte Tore; V oder A = erzielte Assists; Pkt oder Pts = erzielte Scorerpunkte; SM oder PIM = erhaltene Strafminuten; +/− = Plus/Minus-Bilanz; PP = erzielte Überzahltore; SH = erzielte Unterzahltore; GW = erzielte Siegtore; 1 Play-downs/Relegation; Kursiv: Statistik nicht vollständig)